# Mesene veleda
Mesene veleda is een vlindersoort uit de familie van de prachtvlinders (Riodinidae), onderfamilie Riodininae.
Mesene veleda werd in 1923 beschreven door Stichel.